# Eptesicus ognevi
Eptesicus ognevi — вид рукокрилих ссавців з родини лиликових.

## Таксономічна примітка
Таксон відокремлено від E. bottae.

## Поширення
Країни проживання: Грузія, Вірменія, Азербайджан, Іран, Казахстан, Узбекистан, Туркменістан, Киргизстан, Таджикистан, Афганістан, Пакистан, Індія.

## Спосіб життя
Зустрічається в широкому діапазоні посушливих і напівпосушливих середовищ існування, включаючи степи в низинних районах і скелясті гори. Мешкає в щілинах, він населяє будівлі, руїни (включаючи гробниці) і природні ущелини скель протягом року.